# 신창용
신창용(申昌容, 1967년 7월 25일 ~ )는 대한민국의 제5·6대 서울특별시 도봉구의원이다. 그리고 강원특별자치도 원주시 출신이다.

## 학력
- 서울도봉국민학교 14회 졸업
- 도봉중학교 9회 졸업
- 은곡공업고등학교 6회 졸업
- 서울과학기술대학교 방송정보학과 학사 졸업

## 경력
- 법무부 천안 소년교도소 교정위원
- (사)한국 경제 정보연구소 연구원
- 도봉구 축구동호회 섭외부장
- 새마을협의회 도봉1동 협의회 지도자
- 도봉초등학교 14회 동창회 부회장
- 도봉중학교 모교사랑모임 부회장
- 이회창 대통령 후보 도봉구 을 청년단장
- 한나라당 서울시당 도봉구 을 지구당 청년위원장
- 한나라당 중앙청년위 운영위원
- 한나라당 서울시지부 대의원
- 한나라당 서울시당 도봉구 을 지구당 운영위원
- 이명박 서울시장 후보 도봉1동 선거대책위원장
- 한나라당 중앙당 교류분과위원
- 한나라당 제5기 정치대학원
- 한나라당 서울시당 문화체육 부위원장
- 박근혜 대통령 후보 특별 보좌관
- 도봉구 교육발전협의회 위원
- 도봉구 체육회 이사
- 도봉구 문화원 이사
- 도봉구 재향군인회 이사
- 도봉동 노인복지센터 후원회장
- 도봉구 서원종합사회복지관 운영위원
- 김선동 국회의원 후보 보좌관
- 서울 북부교육청 중등배정위원
- 2006.07 ~ 2010.06 제5대 서울특별시 도봉구의회 의원
- 2006.07 ~ 2008.07 제5대 서울특별시 도봉구의회 전반기 운영위원회 위원
- 2006.07 ~ 2008.07 제5대 서울특별시 도봉구의회 전반기 행정복지위원회 위원
- 2006.07 ~ 2008.07 제5대 서울특별시 도봉구의회 전반기 예산결산특별위원회 위원
- 2008.07 ~ 2010.06 제5대 서울특별시 도봉구의회 후반기 행정복지위원회 위원장
- 2008.07 ~ 2010.06 제5대 서울특별시 도봉구의회 후반기 예산결산특별위원회 위원
- 2010.07 ~ 2014.06 제6대 서울특별시 도봉구의회 의원
- 2010.07 ~ 2012.07 제6대 서울특별시 도봉구의회 전반기 행정복지위원회 위원
- 2010.07 ~ 2012.07 제6대 서울특별시 도봉구의회 전반기 예산결산특별위원회 위원장
- 2012.07 ~ 2014.06 제6대 서울특별시 도봉구의회 후반기 재무건설위원회 위원장
- 2012.07 ~ 2014.06 제6대 서울특별시 도봉구의회 후반기 예산결산특별위원회 위원
- T-브로드 방송 경영자문위원
- 도봉구 보육정책위원
- 도봉구 건축심의위원
- 사회복지사 2급
- 공인행정관리사 1급
- 아동청소년 안전지도사

## 수상
- 2008 도봉구 최우수 구의원 수상
- 2013 의정대상 수상
- 2019 대한민국 청소년 대상 수상

## 역대 선거 결과
|  | 17.83% |

|  | 35.83% |

|  | 30.20% |

|  | 42.86% |